# Günter Glasauer
Günter Josef Glasauer (* 31. März 1948 in Wetzlar) ist ein ehemaliger deutscher Speerwerfer, Basketballtrainer und -spieler.

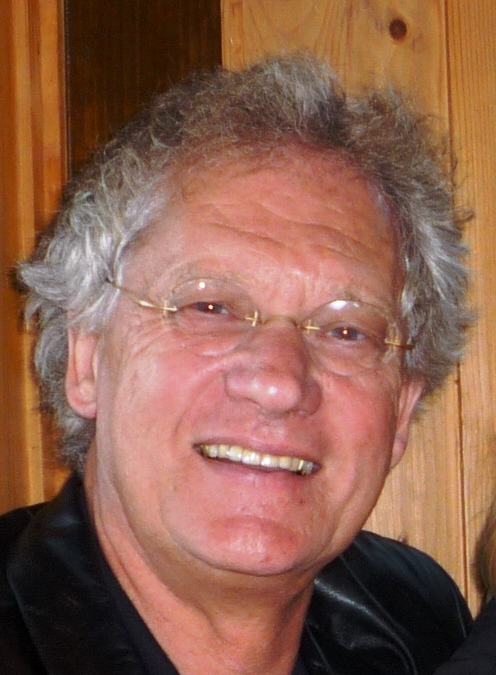
Günter J. Glasauer

Er nahm an den Olympischen Sommerspielen 1972 im Speerwurf teil, spielte in der Basketball-Bundesliga und prägte jahrelang das Basketball-Geschehen in Speyer.

## Laufbahn
Glasauer spielte als Heranwachsender zunächst Fußball bei Eintracht Wetzlar, später begann er beim TV Wetzlar mit dem Basketball und betrieb gleichzeitig Leichtathletik. Glasauer war in den Jahren 1964 bis 1969 ein Leichtathletik-Schüler des erfolgreichen deutschen Wurftrainers Sepp Christmann. Seinem Vorbild entsprechend versuchte sich Glasauer bis 1971 in allen vier leichtathletischen Wurfdisziplinen. 1966 wurde er Hessenmeister der männlichen A-Jugend im Diskus- und Hammerwurf sowie Dritter der Deutschen Jugend-Meisterschaften im Speerwurf (60,15 m). 1966 warf er hessischen Jugendrekord mit dem 800g-Speer (64,24 m) und 1968 hessischen Juniorenrekord (73,46 m). 1969 wurde er Deutscher Juniorenmeister im Speerwurf (70,16 m) und 1972 Dritter der deutschen Meisterschaften in München (77,78 m). Sein erster Wurftrainer Sepp Christmann hatte 1936 bei den Olympischen Spielen in Berlin nicht nur die Hammerwerfer Karl Hein und Erwin Blask zur Gold- und Silbermedaille geführt, sondern auch der Speerwurf-Olympiasiegerin 1936 Othilie Fleischer entscheidende Wurftipps gegeben. 1969 wechselte Glasauer zu Speerwurf-Bundestrainer Hermann Rieder nach Heidelberg. Dort fand er in Atef Ismail, ehemaliger ägyptischer Meister und afrikanischer Rekordhalter im Speerwurf,  einen Heimtrainer, der ihn zur Teilnahme an den Olympischen Spielen 1972 in München führte.

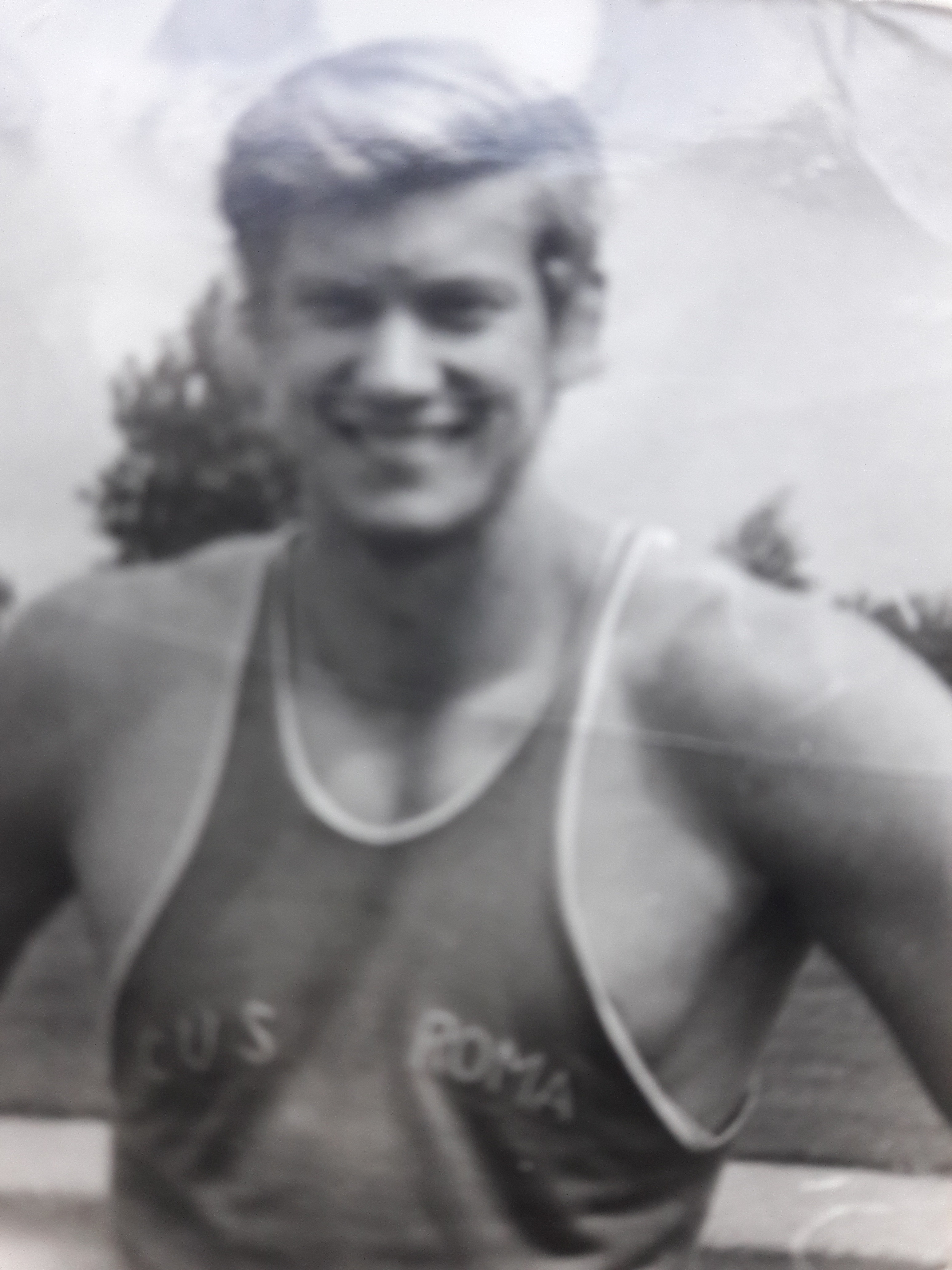
Als junger Leichtathlet 1969

Bei den Olympischen Spielen 1972 in München schied Glasauer mit einer Weite von 73,12 Metern in der Qualifikationsrunde aus und wurde insgesamt 17. Die persönliche Bestleistung seiner Speerwurfkarriere waren 80,88 Meter. In den anderen drei leichtathletischen Wurfdisziplinen erreichte er: 52,75 m im Diskuswurf (2 kg), 54,66 m im Hammerwurf (7,26 kg) und 14,92 m im Kugelstoß (7,125 kg).

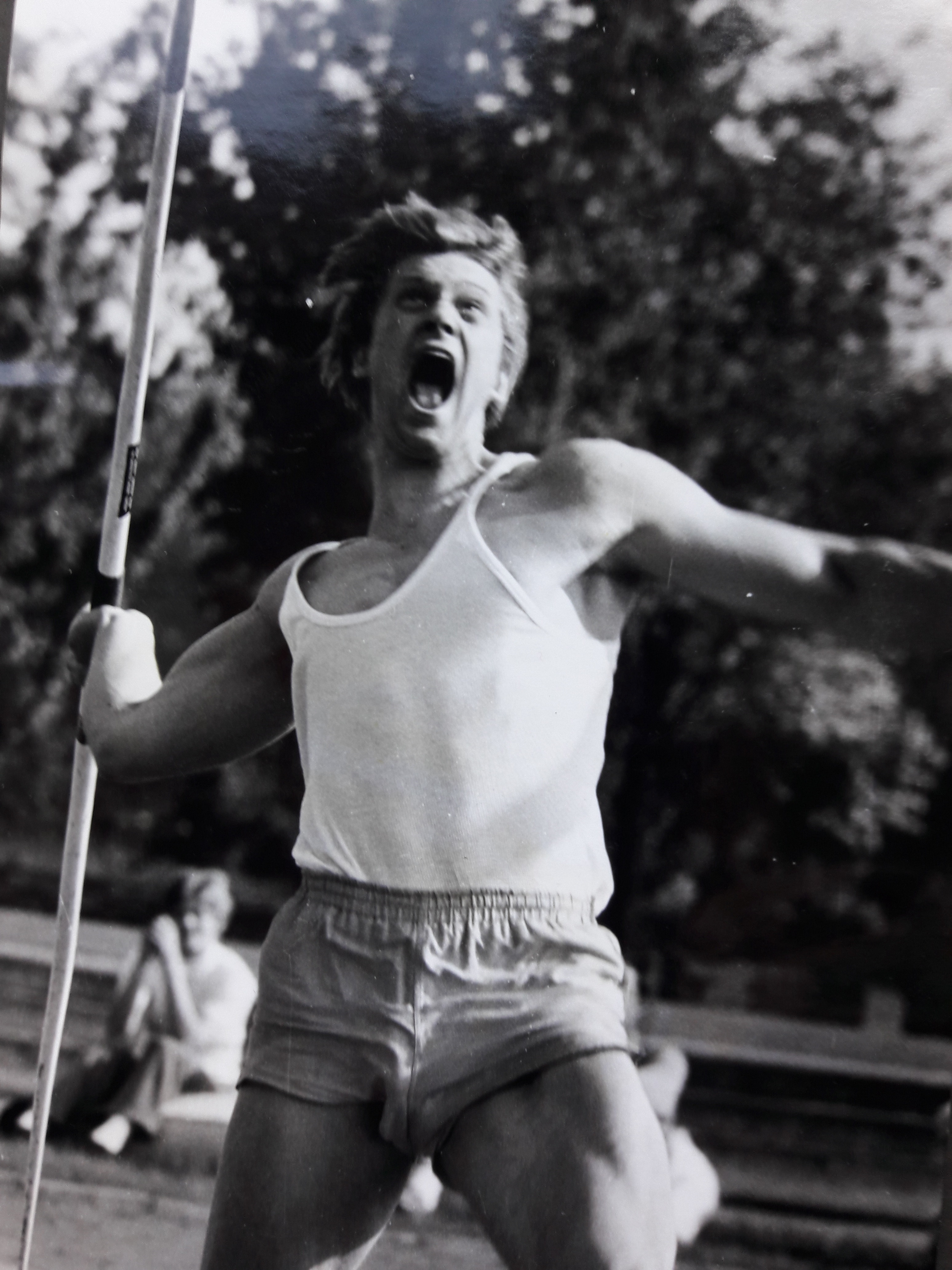
Bei einem 78-m-Wurf 1971

Eine Ellenbogenverletzung zwang ihn, mit dem Speerwurf 1974 aufzuhören, Glasauer spielte aber weiterhin Basketball. Als Leistungsträger des Regionalligisten TV Eppelheim machte er den USC Heidelberg auf sich aufmerksam und wechselte 1974 in die Basketball-Bundesliga. Anfang Februar 1975 zog er sich in einer Bundesliga-Partie gegen SSV Hagen im Trikot des USC Heidelberg einen Knöchel- und Wadenbeinbruch zu und musste lange pausieren.

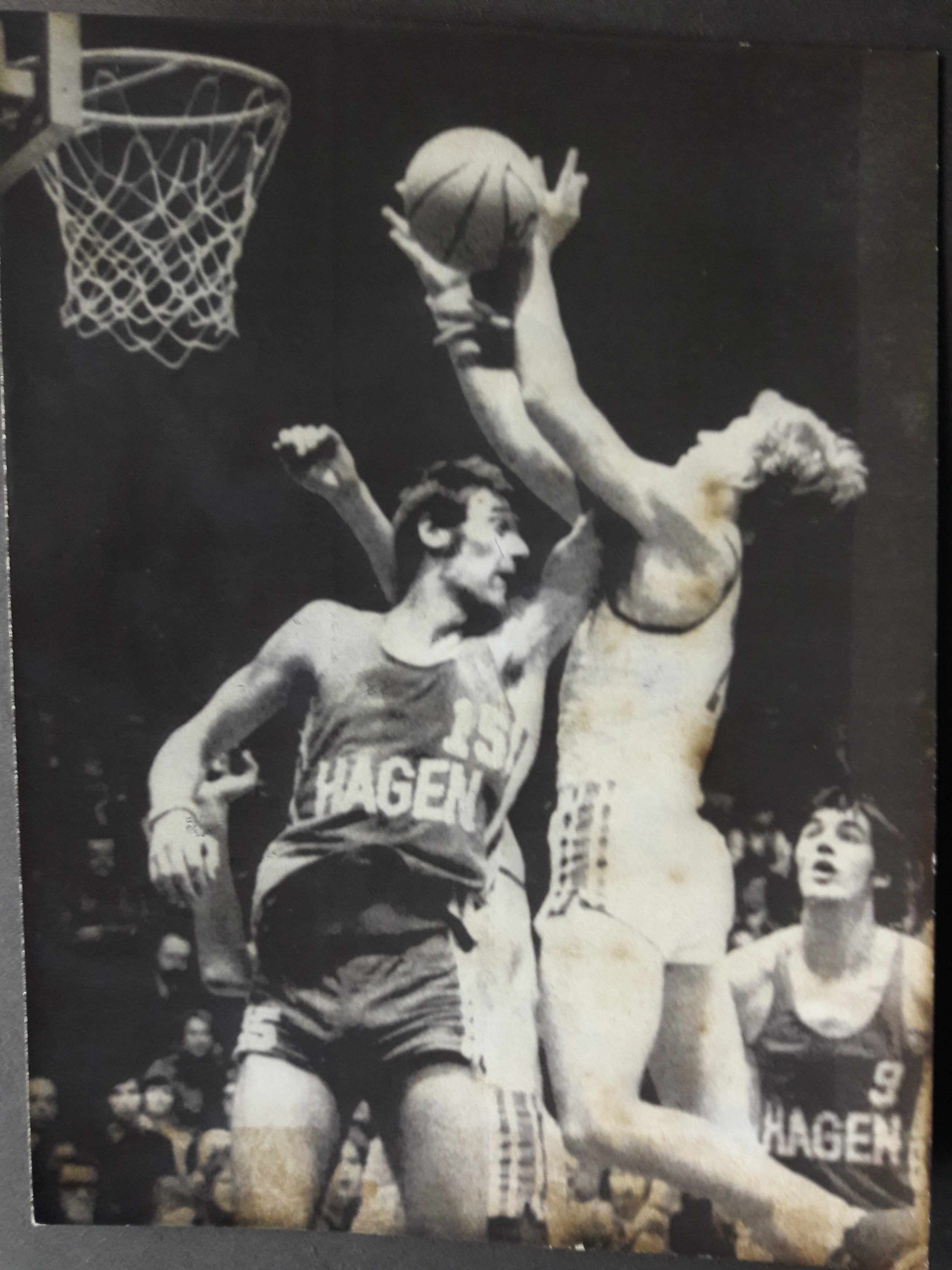
In einem Bundesligaspiel 1975

1978 zog sich Glasauer aus der Basketball-Bundesliga zurück.
Schon 1974 begann er nach dem Abschluss seines Lehramtsstudiums (Sport und Geografie) ein Referendariat in Speyer und baute am Friedrich-Magnus-Schwerd-Gymnasium Speyer Basketball-Strukturen auf. Über Basketball-Arbeitsgemeinschaften begeisterte er Schüler für den Sport und sollte zudem über 20 Jahre lang einer der „Macher“ der Basketball-Abteilung des TSV Speyer sein. Darüber hinaus wirkte Glasauer jahrelang als Leistungssportbeauftragter des Basketballverbandes Rheinland-Pfalz. Die von Glasauer aufgebaute Kooperation von Schule und Verein in der Basketball-Talentförderung brachte dem Speyerer Basketball große Erfolge im Nachwuchsbereich und wurde nach Einschätzung Glasauers „zu einem deutschlandweiten Modell, an dessen Ende die Basketballinternate standen“, wie er im Dezember 2011 gegenüber mittelhessen.de sagte. Er war eine der treibenden Kräfte der Einrichtung eines Teilzeitinternates in Speyer (BIS), für das der Deutsche Basketball Bund im Sommer 1992 seine Unterstützung zusagte und das kurz darauf aus der Taufe gehoben wurde. Glasauer führte die Herrenmannschaft des TSV Speyer 1989 als Trainer zum Aufstieg in die 2. Basketball-Bundesliga, Unter seiner Leitung gewann der Verein TSV Speyer sieben deutsche Meistertitel im Basketball-Jugendbereich und das Friedrich-Magnus-Schwerd-Gymnasium Speyer sechs Basketball-Bundestitel im Wettbewerb „Jugend trainiert für Olympia“. 1989 erhielt die Basketball-Abteilung des TSV Speyer „Das Grüne Band für vorbildliche Talentförderung im Verein“ verliehen.
Im Alter von 50 Jahren begann Glasauer neben seiner normalen Berufstätigkeit eine umfangreiche sportwissenschaftliche Studie, die er nach fünf Jahren mit einer Dissertation abschloss. Das Thema seiner Dissertation lautete „Koordinationstraining im Basketball. Von Ressourcen über Anforderungen zu Kompetenzen. Theoretisches Konzept – Empirische Studie – Erprobungsmodell“. Im Jahr 2003 wurde Glasauer von der Philosophischen Fakultät der Ernst-Moritz-Arndt-Universität Greifswald magna cum laude promoviert. Von 1982 bis 2008 bildete Glasauer als Fachleiter für Sport am Staatlichen Studienseminar für Gymnasien in Speyer Sportreferendare aus. 2008 schied Glasauer altersteilzeitbedingt aus dem Schul- und Seminardienst aus.

## Privatleben
Aus der Verbindung mit seiner ersten Ehefrau Waltraud, die 1979 Dritte bei den deutschen Speerwurf-Meisterschaften und später deutsche Senioren-Meisterin in dieser Disziplin wurde, stammen vier Kinder. Die Söhne Thomas (geb. 1972) und Markus (geb. 1975) waren ebenso wie die Töchter Carola (geb. 1982) und Andrea (geb. 1983) Basketball-Jugendnationalspieler.
Im Frühjahr 2011 siedelte Glasauer mit seiner zweiten Ehefrau Dorothea Thimm, approbierte Pharmazeutin, Medizinerin und promovierte Gesundheitswissenschaftlerin von Speyer nach Wien über. Im gleichen Jahr verlieh der Ministerpräsident von Rheinland-Pfalz, Kurt Beck, Glasauer „als Zeichen der Anerkennung und Würdigung besonderer ehrenamtlicher Verdienste um die Gesellschaft und die Mitmenschen“ die Verdienstmedaille des Landes Rheinland-Pfalz.
Als 74-Jähriger absolvierte Glasauer im April 2022 nach achtmonatiger theoretischer und praktischer Ausbildung in der Jägerschule Wien noch seine Jagdprüfung vor der Kommission des Niederösterreichischen Jagdverbandes. (Ich möchte an dieser Stelle als ²² und ²³ die beiden Quellen / Einzelnachweise für den letzten Textabsatz einbringen. Wie mache ich das bitte?)